# Adoretus husemanni
Adoretus husemanni – gatunek chrząszcza z rodziny poświętnikowatych i podrodziny rutelowatych.

## Taksonomia
Gatunek ten opisany został po raz pierwszy w 2022 roku przez Pola Limbourga, Jérôme’a Constanta i Matthiasa Seidela na łamach „Belgian Journal of Entomology”. Jako lokalizację typową wskazano Preăh Sihanŭk w Kambodży. Epitet gatunkowy nadano na cześć Martina Husemanna z Centrum für Naturkunde w Hamburgu.

## Morfologia
Samce osiągają 7,5 mm długości i 4 mm szerokości, samice zaś od 7 do 8 mm długości i 4 mm szerokości ciała. Dominuje barwa rudobrązowa ze słabym połyskiem metalicznym w odcieniu różowawym lub zielonkawym. Głowa ma czarniawe wierzchołki żuwaczek i wargi górnej, zaokrąglony i w całości pokryty guzkami nadustek, czarniawe występy policzków, gęsto dołkowane czoło oraz w całości guzkowane ciemię. Czułki są żółtawe, zbudowane z dziesięciu członów. Przedplecze jest szersze niż dłuższe, w zarysie prostokątne z kanciastymi bokami, na wszystkich krawędziach opatrzone żeberkiem, gęsto dołeczkowane. Jajowatego kształtu tarczkę rzeźbią płytkie punkty w kształcie podkowy. Rudobrązowe z czarniawym szwem, dłuższe niż szerokie pokrywy mają punktowane rzędy, gęsto dołeczkowane międzyrzędy oraz wyższe od nich żeberka. Pygidium jest zaokrąglone i tylko u samicy nieco przekracza szczyt pokryw. Wyrostek przedpiersia jest krótki i zaokrąglony. Odnóża przedniej pary mają dość wąskie, trójzębne golenie. Genitalia samca mają dość długie paramery w widoku grzbietowym o bokach stosunkowo równoległych w nasadowej połowie, a dalej zafalowanych. W widoku bocznym paramery są na szczycie lekko zakrzywione dobrzusznie.

## Rozprzestrzenienie
Gatunek orientalny, endemiczny dla Kambodży, znany tylko z lokalizacji typowej.